# Chaîne centrale

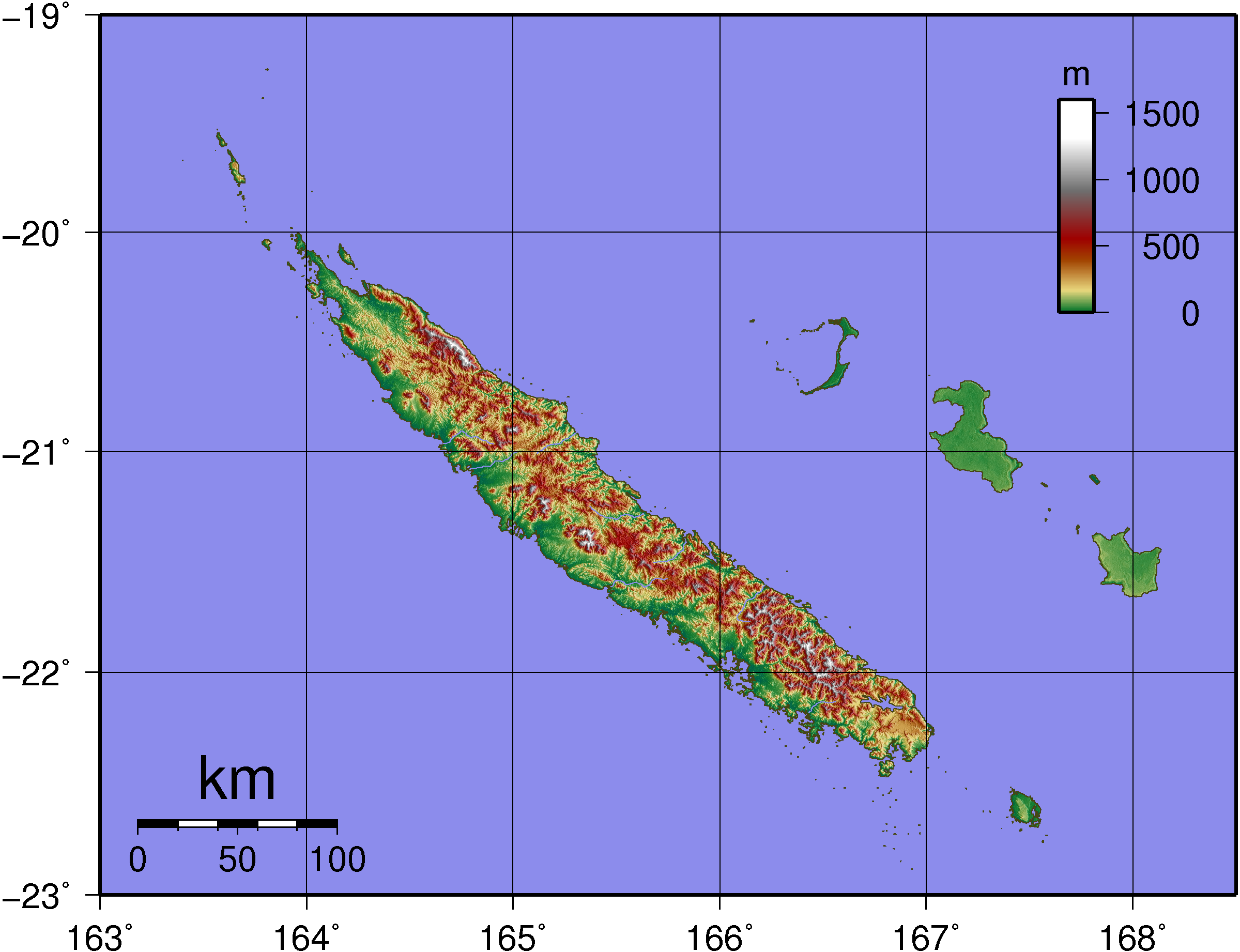
Topografia Nowej Kaledonii

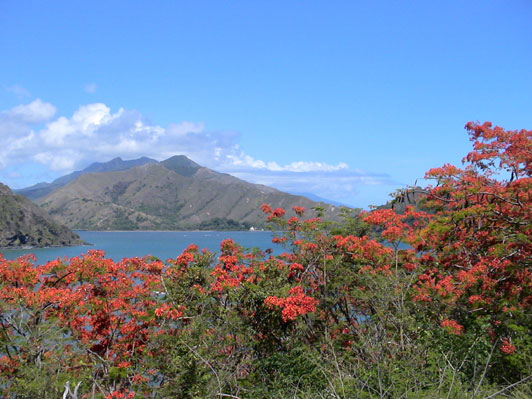
Mont Panié

Chaîne centrale – łańcuch górski na nowokaledońskiej wyspie Grande Terre długości 400 km i szerokości 70 km. Najwyższym jego szczytem jest Mont Panié (1628 m).
Łańcuch ten stanowi rdzeń głównej wyspy Nowej Kaledonii, Grande Terre. Wznosi się na tej samej osi, na której rozciąga się wyspa (południowy wschód - północny zachód) i ciągnie się przez całą jej długość. Łańcuch dzieli wyspę na dwie nierówne części: wybrzeże zachodnie (la Côte Ouest), gęściej zaludnione, złożone z wielkich równin stopniowo wzrastających, teren łagodnie podnosi się w stronę gór; wybrzeże wschodnie (la Côte Est), mocno ograniczone przez stromo opadające w kierunku morza góry. Góry te mają również wpływ na klimat: stanowią one prawdziwą barierę dla mas powietrza, które łatwiej docierają do wybrzeża wschodniego, co czyni je bardziej wilgotnym i posiadającym bujniejszą roślinność. Wybrzeże zachodnie jest bardziej suche i porośnięta roślinnością typu sawanny, co sprzyja hodowli zwierząt. 
Chaîne centrale jest masywem stosunkowo niskim: z wyjątkiem jego dwóch szczytów, Mont Panié (1628 m) na północy i Mont Humboldt (1618 m) na południu, większość gór nie przekracza wysokości 1500 m n.p.m. Góry Chaîne centrale są bardzo bogate w rudy niklu, to właśnie na ich obszarze znajdują się najważniejsze ośrodki górnicze: Koniambo, Thio, Canala i Kouaoua.